# Playboys (sång)
Denna artikel handlar om låten Playboys. För gruppens album med samma titel, se Playboys och för övriga betydelser, se Playboys (olika betydelser).
"Playboys" är en låt och en singel av den finländska rockgruppen The Rasmus (då kända som bara Rasmus), som kommer från albumet med samma titel.
Låten släpptes endast som promo-singel; singeln gavs ut utan omslag, endast skivan i fodralet med texten "Use only for promotional use" på, och innehåller därför endast spåret Playboys. Den gavs ut i augusti 1997 genom Warner Music Finland. Eftersom singeln endast användes för marknadsföring, blev den inte vald på några topplistor.
"Playboys" är albumets temalåt, vilket även texten speglar. Den handlar om en ung snobbpojke, vars pappa är rik som en Playboystjärna och äger en Rolls-Royce, och efter allt har han pengar över att spola ner i toaletten. Han tror därför att han också kommer att bli lika rik som sin far. Han tycks heller inte ha några problem då han anser att allt kan köpas för pengar. Därför behöver han inte betala sina räkningar eller skaffa ett jobb. Hela handlingen är ironisk.
Låten spelades in samma år som den släpptes (1997) på Millbrook Studio & H.I.P. Studio i Helsingfors. Den skrevs av bandmedlemmarna (mestadels sångaren Lauri Ylönen som är bandets låtskrivare). Dess genre är alternativ rock med spår av både funkrock och punkpop.

## Låtlista
Promo-CD (Augusti 1997; Evidence/Warner Music Finland 0630-19922-2)
1. "Playboys" – 2:44

## Musikvideo
Det har gjorts en musikvideo av låten (regissör okänd) som är väldigt passande till själva låten. Den visar bandet i ett belyst rum med runda plattor där ansikten av kändisar är avbildade. Samtidigt står medlemmarna och spelar sina instrument och hoppar på hoppstyltor. De flesta är klädda i mörkblåa kläder och Lauri Ylönen känns igen på sitt korta, blonda hår av typen spikes vilket är draget bakåt.
Videon blev troligtvis igen hit på TV, eftersom de inte använde sig av någon vidare professionell regissör för videon.

## Medverkande
The Rasmus
- Lauri Ylönen – sång
- Eero Heinonen – bas, bakgrundssång
- Pauli Rantasalmi – gitarr, bakgrundssång
- Janne Heiskanen – trummor

Övriga musiker
- Ilkka Herkman – produktion, inspelning, snurrplatta, saxofon, panda 49, bakgrundssång
- Axel F. – trumpet
- Aleksi Ahonemi – saxofon
- Matti Lappalainen – trombon
- Abdissa Assefa – slagverk